# Індекс підгрупи
Індекс підгрупи {\displaystyle H} у групі {\displaystyle G} ― число класів суміжності в кожному (правому або лівому) із розкладів групи {\displaystyle G} за цією підгрупою {\displaystyle H} (в нескінченному випадку — потужність множини цих класів).
Індекс підгрупи {\displaystyle H} в групі {\displaystyle G} зазвичай позначається {\displaystyle [G:H]}.

## Пов'язані означення
- Якщо число суміжних класів скінченне, то {\displaystyle H} називається підгрупою скінченного індексу в {\displaystyle G}.

## Властивості
- Добуток порядку підгрупи {\displaystyle H} на її індекс {\displaystyle [G:H]} рівний порядку групи {\displaystyle G} (теорема Лагранжа).
  - Це твердження є вірним як для скінченної групи {\displaystyle G}, так і у випадку нескінченної {\displaystyle G} ― для відповідних потужностей.
- Якщо H є підгрупою G, а K — підгрупою H, то:

{\displaystyle [G:K]=[G:H]\,[H:K].}

### Теорема Пуанкаре
Перетин скінченної кількості підгруп скінченного індексу має скінченний індекс (теорема Пуанкаре).
Твердження достатньо довести для випадку двох підгруп. Нехай підгрупи Н і F — підгрупи скінченного індексу в групі G і D — їх перетин. Елементи a і b тоді і тільки тоді належать одному лівосторонньому суміжному класу по D, якщо {\displaystyle a^{-1}b\in D}, тобто якщо {\displaystyle a^{-1}b\in H} і {\displaystyle a^{-1}b\in F}. Отже всі лівосторонні класи суміжності групи G по підгрупі D, це всі непусті перетини лівосторонніх класів суміжності  по підгрупі Н з лівосторонніми класами по підгрупі F. Із скінченності індексів підгруп Н і F випливає скінченність числа цих перетинів і скінченність індексу підгрупи D в групі G. 
З доведення також випливає нерівність:
- {\displaystyle [G:H\cap F]\leq [G:F]\,[G:F].}